# NBA Development League All-Star Game
La NBA Development League, dal 2007 al 2018, ha organizzato, ogni febbraio, l'All-Star Game in concomitanza con il più celebre NBA All-Star Game.
Dal 2008, sul modello dell'NBA All-Star Weekend era inserito all'interno dell'NBA Development League All-Star Weekend.

## Risultati dell'All-Star Game
| Anno | Risultato                               | Città       | MVP                                                     |
| 2007 | West 100 - East 114                     | Las Vegas   | Pops Mensah-Bonsu, Fort Worth Flyers                    |
| 2008 | Blue team 117 - Red team 99             | New Orleans | Jeremy Richardson, Fort Wayne Mad Ants                  |
| 2009 | Blue team 103 - Red team 113            | Phoenix     | Courtney Sims, Iowa Energy Blake Ahearn, Dakota Wizards |
| 2010 | West 98 - East 81                       | Dallas      | Brian Butch, Bakersfield Jam                            |
| 2011 | East 115 - West 108                     | Los Angeles | Courtney Sims, Iowa Energy                              |
| 2012 | West 135 - East 132                     | Orlando     | Gerald Green, Los Angeles D-Fenders                     |
| 2013 | Prospects 139 - Futures 125             | Houston     | Travis Leslie, Santa Cruz Warriors                      |
| 2014 | Prospects 145 - Futures 142             | New Orleans | Robert Covington, Rio Grande Valley Vipers              |
| 2015 | West Prospects 94 - East Futures 129    | New York    | Andre Emmett, Fort Wayne Mad Ants                       |
| 2016 | West All Stars 124 - East All Stars 128 | Toronto     | Jimmer Fredette, Westchester Knicks                     |
| 2017 | West All Stars 100 - East All Stars 105 | New Orleans | Quinn Cook, Canton Charge                               |
| 2018 | NBA G League USA 88 - Messico 67        | Los Angeles | non assegnato                                           |